# Flyhovs hällristning

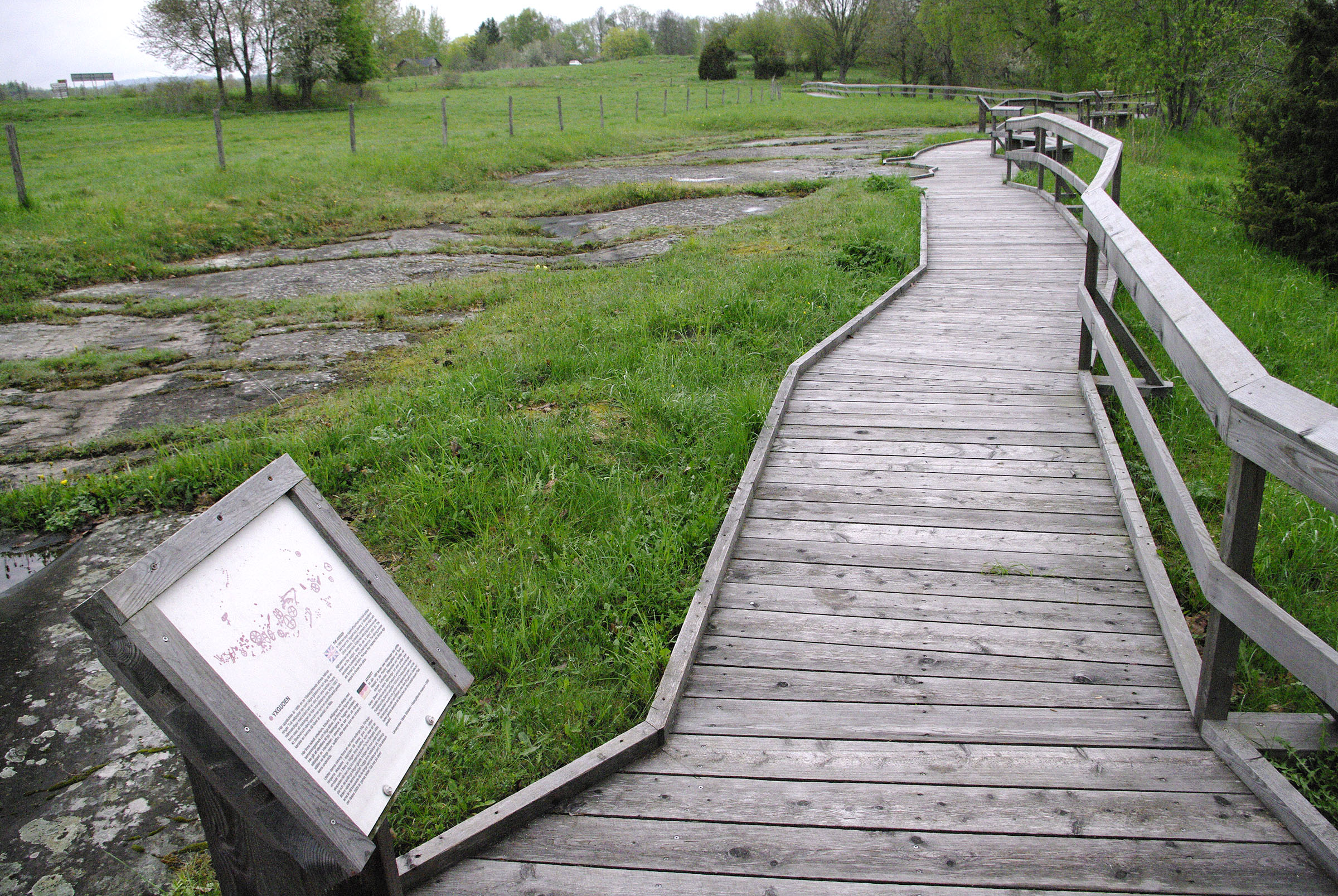
Hällristningsområdet.

Flyhovs hällristningsområde ligger invid landsvägen strax öster om Husaby kyrka. Hällristningarna upptäcktes 1889 av en tillfällighet. Två pojkar som passade djur rev bort en grästuva och upptäckte då en figur inhuggen i berget. Vid detta tillfälle var hela bergytan övertäckt med jord och växtlighet.
Hällristningarna är från bronsåldern. Denna hällristningsplats är den största i Västergötland. De olika motiven fördelar sig på elva områden varav fem enbart innehåller skålgropar. Det totala antalet ristningar i Flyhov är närmare femhundra.

## Motiv i hällristningen

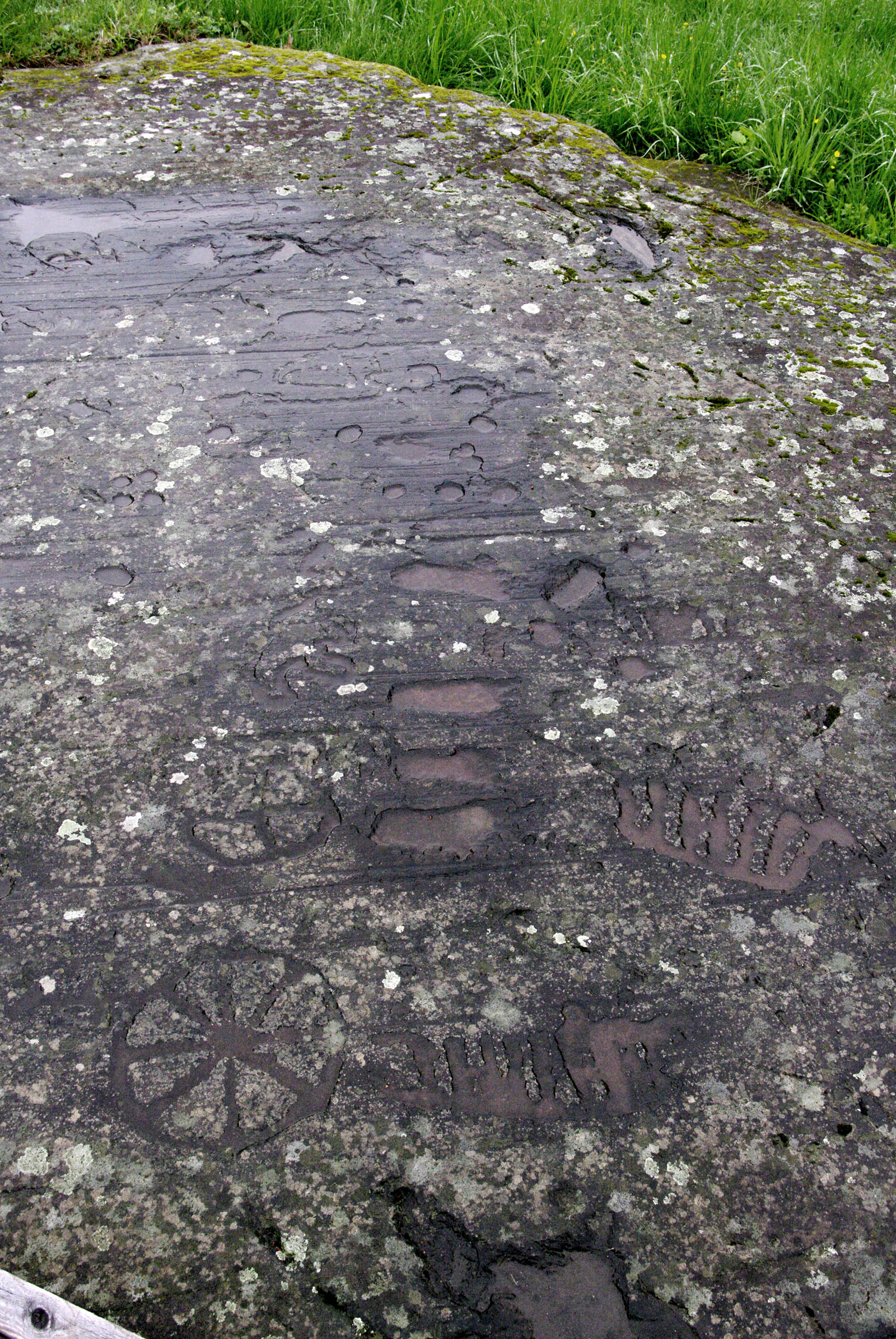
Ristningar utan imålningar.

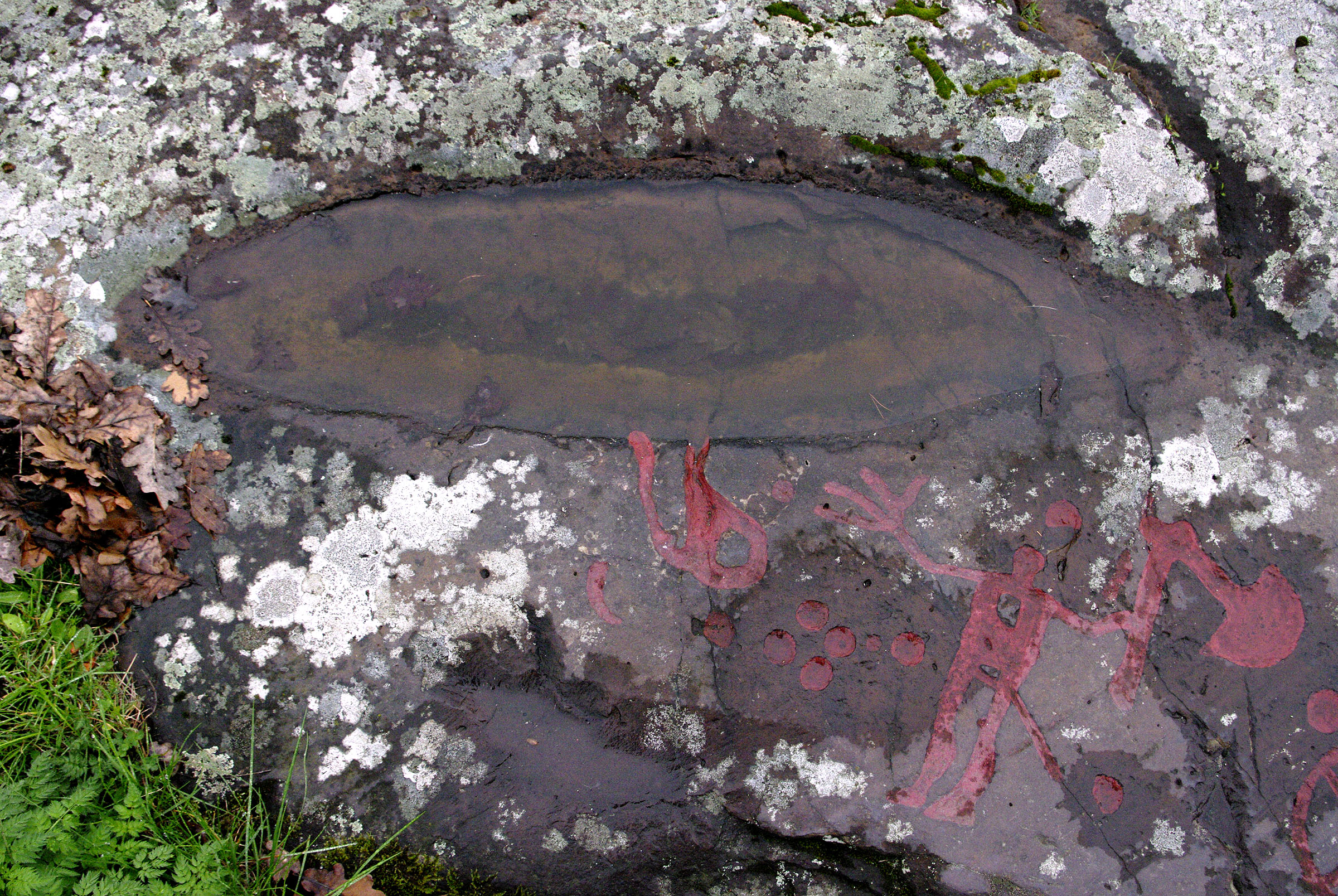
Mannen med yxan samt en ristning som går ner i sliprännan.

Den första figur som de två pojkarna fann 1889 var den märkliga avbildningen av en man med en stor yxa i sin vänsterhand. I bältet hänger ett svärd. Yxan ger en möjlighet att datera hällristningen. Denna yxform förekommer nämligen bara under bronsålderns mitt cirka 1000 f.Kr. Förutom mannen med yxan finns motiv av olika slag representerade, alla vanliga på bronsålderns hällristningar: skålgropar, fotsulor, solkors och skepp. En kvinna är avtecknad med en lång hårfläta. En man med penis och svärd vänder ansiktet i profil där ansiktet har en tydlig likhet av en fågel. Likheter med bilder från andra håll i Skandinavien är slående. Troligtvis är det en form av fågelmask som avses.
Dåtida skepp har troligtvis varit av typen större kanoter, uppbyggda av ett spantverk med täckta sidor av skinn. Karakteristiskt för bronsålderns skepp har varit kraftigt utskjutande för- och akterpartier. Ofta reser sig förstäven kraftigt upp över själva skeppet. Spanten avtecknas genom de på skeppens vertikala sidor mellan köl och reling befintliga strecken. Allmänt menas att dessa spant var synliga genom båtsidorna när solen lyste genom kanoten. En sådan teori fordrar emellertid extremt tunna skinn, olämpliga som båtmaterial. Mer naturligt är att spanten avtecknat sig som märken i de spända skinnen.
På ett av skeppen ses en figur som står framför ett u-format föremål och håller något i handen. Liknande figurframställningar uppe på skeppen är inte ovanliga.
Vissa av skeppen på Flyhovristningen har en egenhet: Normalt avbildas skeppsmanskapet som ett antal streck utgående från relingen. På flera bilder ses emellertid även streck åt motsatta hållet. Avser dessa att visa en vertikalbild av skeppen med manskap på sidor?

## Mer om platsen
I en lång rad över hällristningsområdet löper ett antal nedslipade, ”båtformade” rännor med spetsiga ändar. Dessa är äldre än hällristningarna, vilket framgår av att en ristning går ner i en av rännorna. Allmänt anses dessa rännor vara tillkomna genom att stenar under inlandsisen varit infrusna i isens undersida och på detta sätt åstadkommit nergröpningarna. Den markerade raka linje som de flesta av dessa ligger utmed samt det faktum att en ränna överskurits av en yngre ränna i delvis annan riktning kan dock eventuellt skapa vissa tvivel om dessa rännor enbart åstadkommits av naturen.
Merparten av ristningarna vid Flyhov har genom att vara täckta av jord under lång tid bevarats på ett mycket bra sätt. Detta kan man notera genom att kanterna fortfarande är mycket skarpa. På vissa kan man fortfarande se märkena efter slagstenen. I områdets östra del har man för att visa hur de såg ut när man fann dem inte målat i figurerna. Om hällristningarna i allmänhet varit imålade under bronsåldern vet man inte. Vid fackelsken under natten ger till exempel bilderna även utan imålning en starkt suggestiv upplevelse. Genom det snedljus som då bildas verkar nämligen ristningarna resa sig ur hällen på ett mycket märkligt sätt samtidigt som figurerna rör sig vid olika ljusvinklar. Kanske var det så bilderna en gång kom till användning.

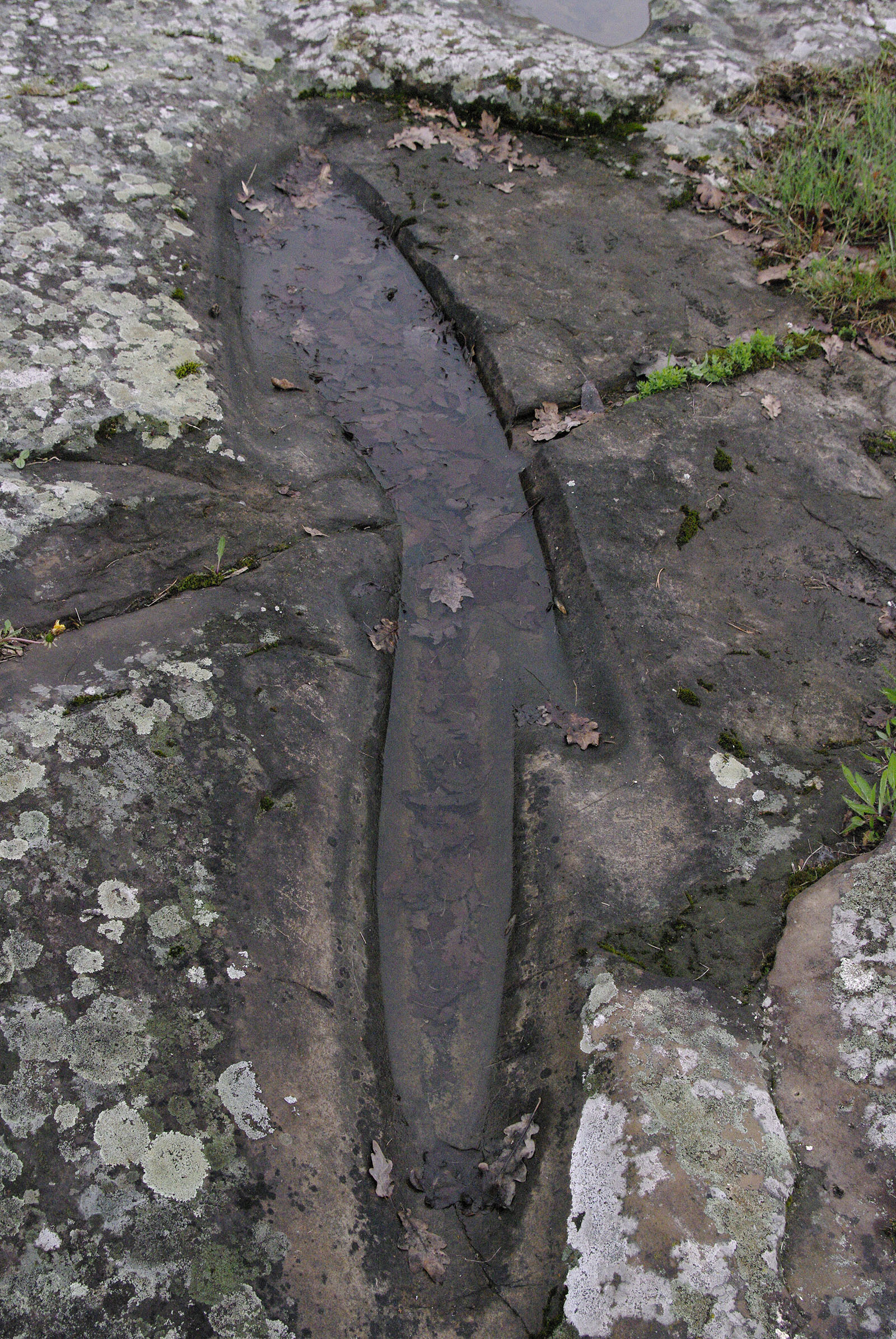
Sliprännor i olika riktningar skapade under olika tider.
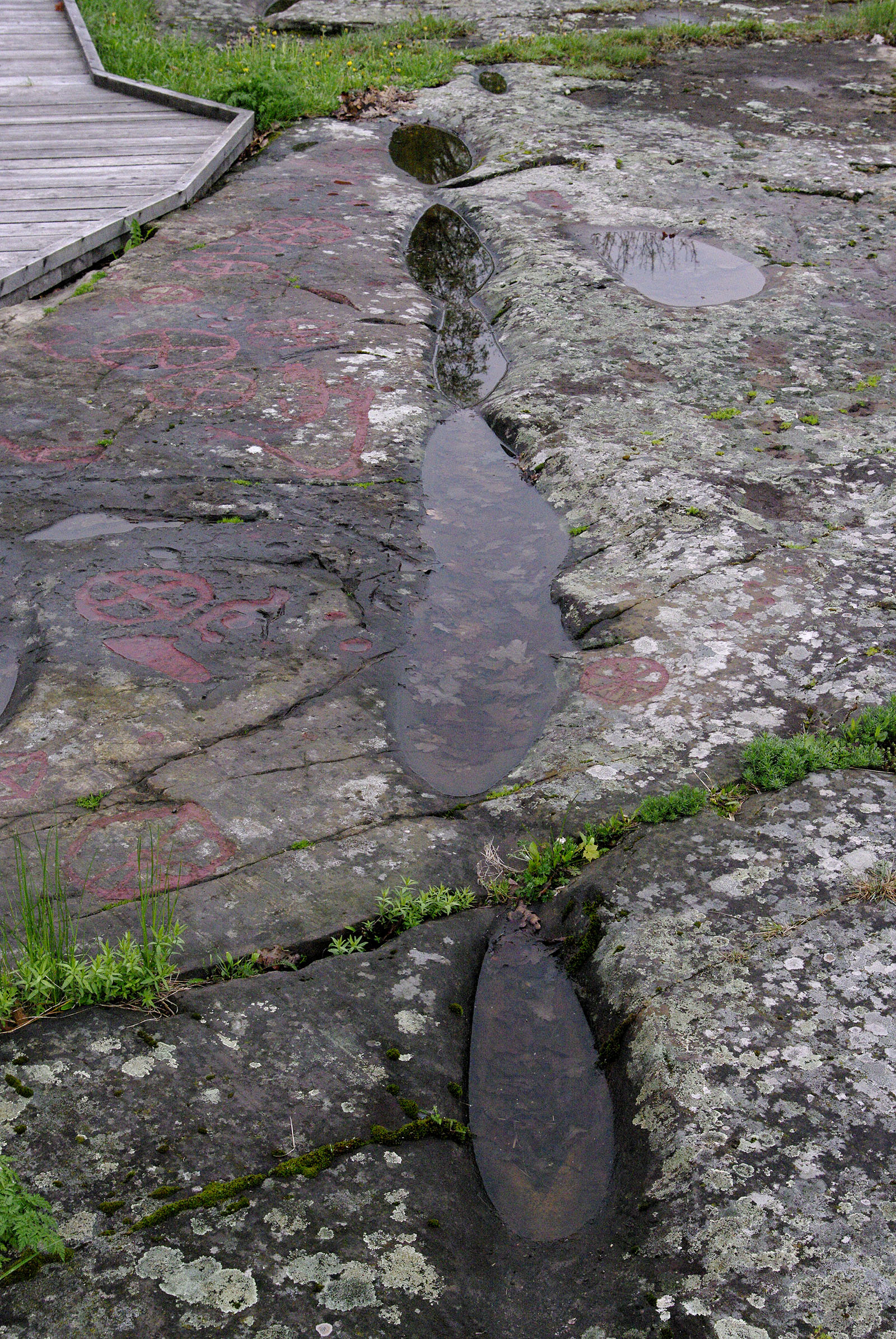
Ristningar och linjen med sliprännor.
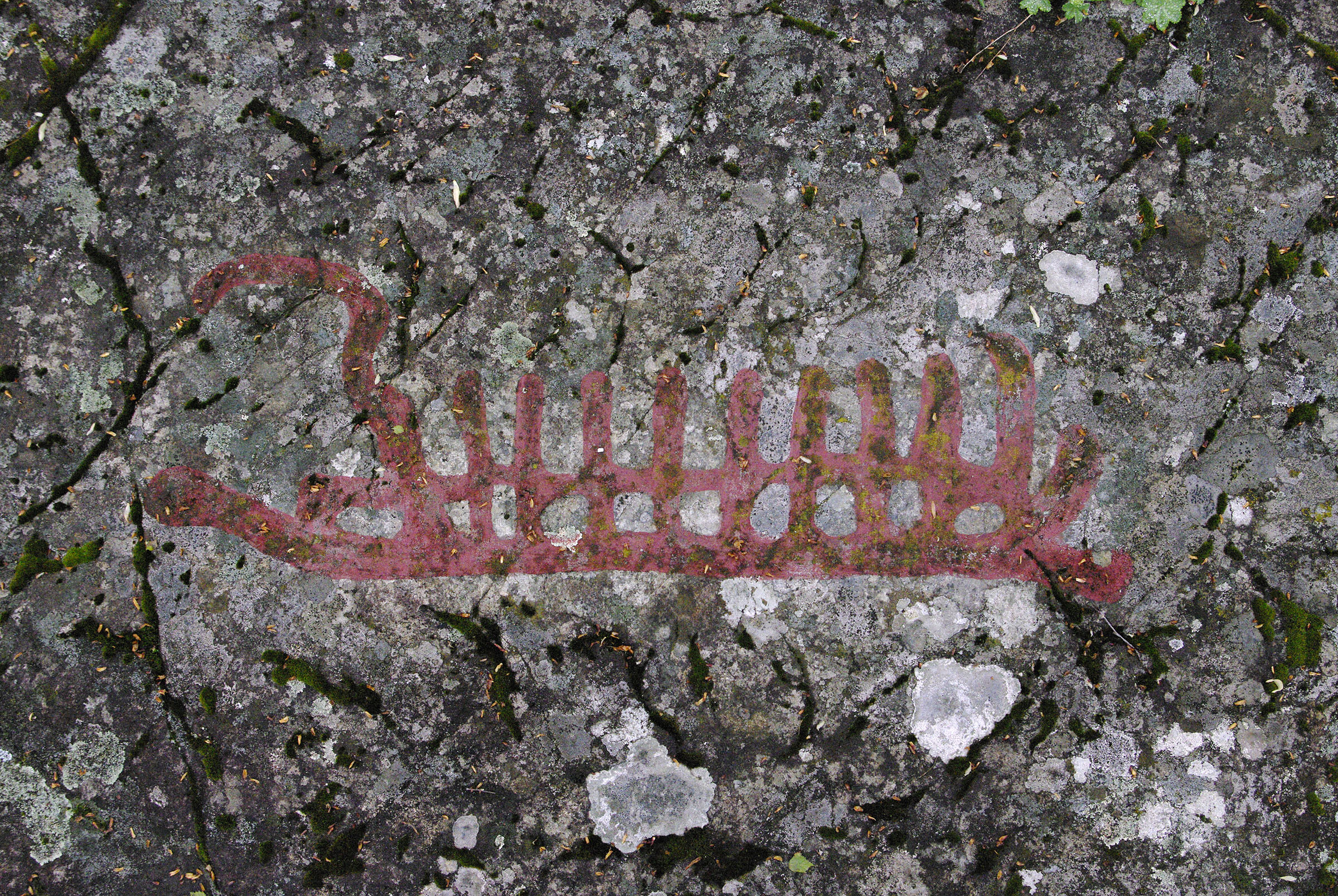
Bronsåldersskepp.
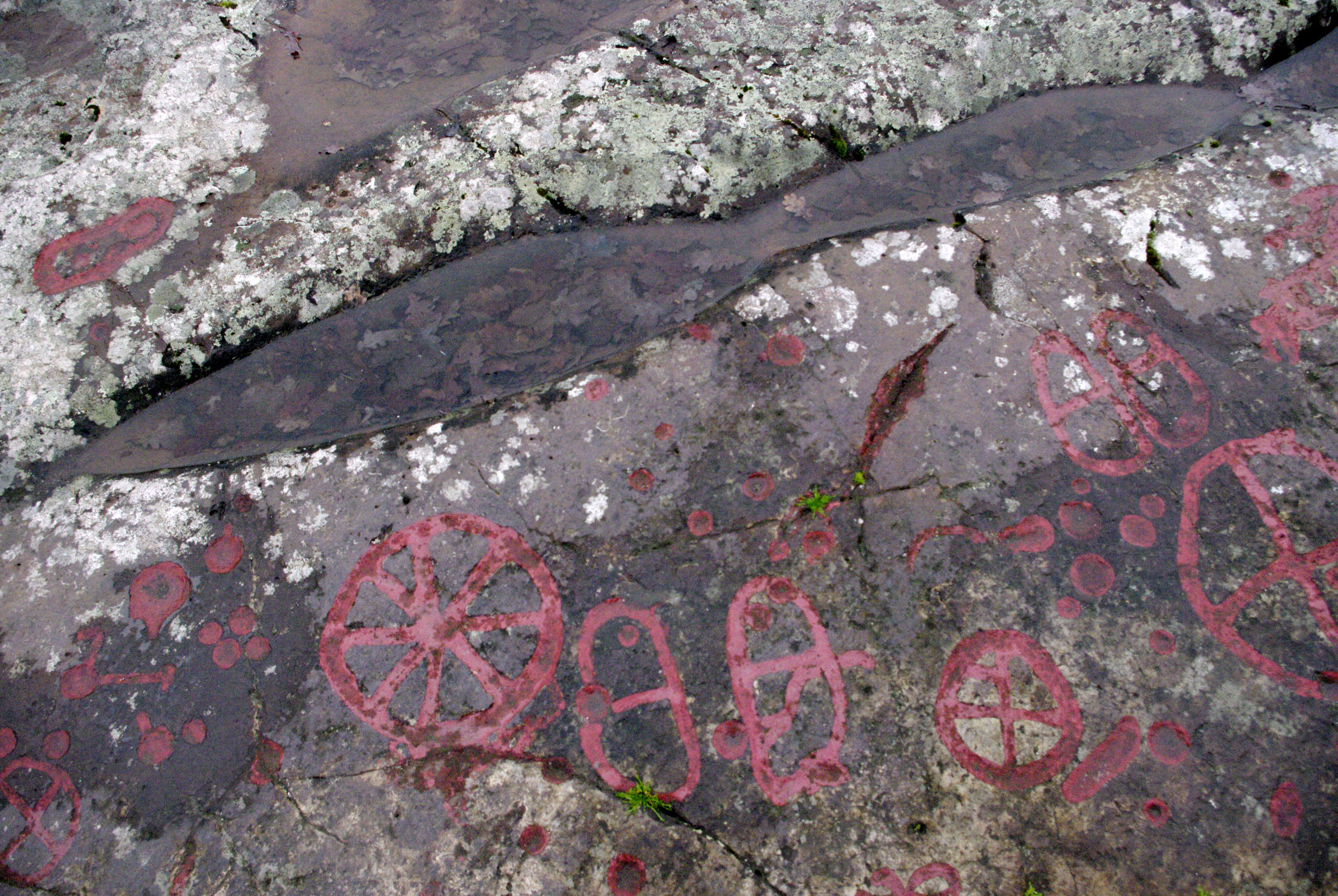
Solkors och fotsulor.
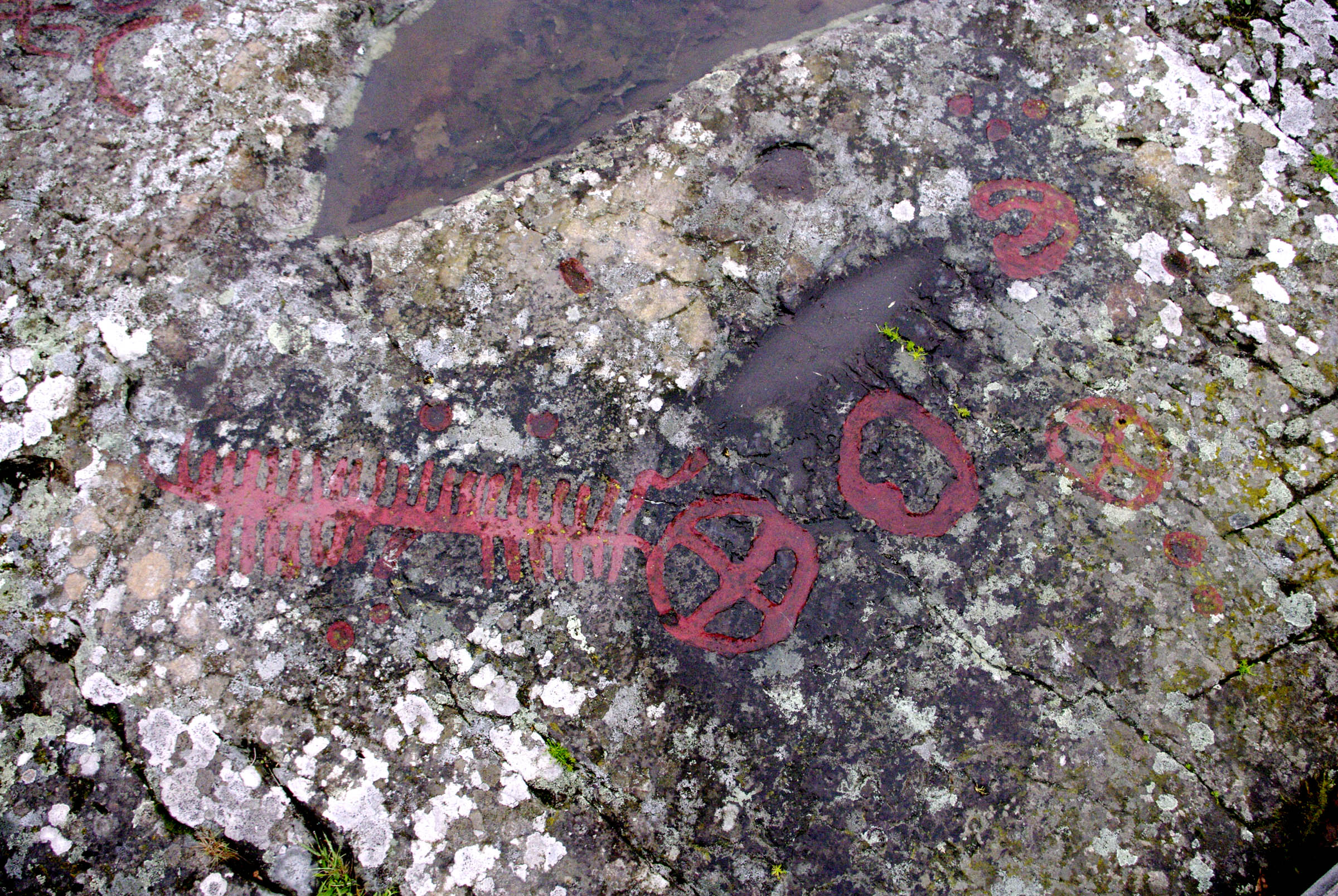
Skepp med manskapsstreck på båda sidor.
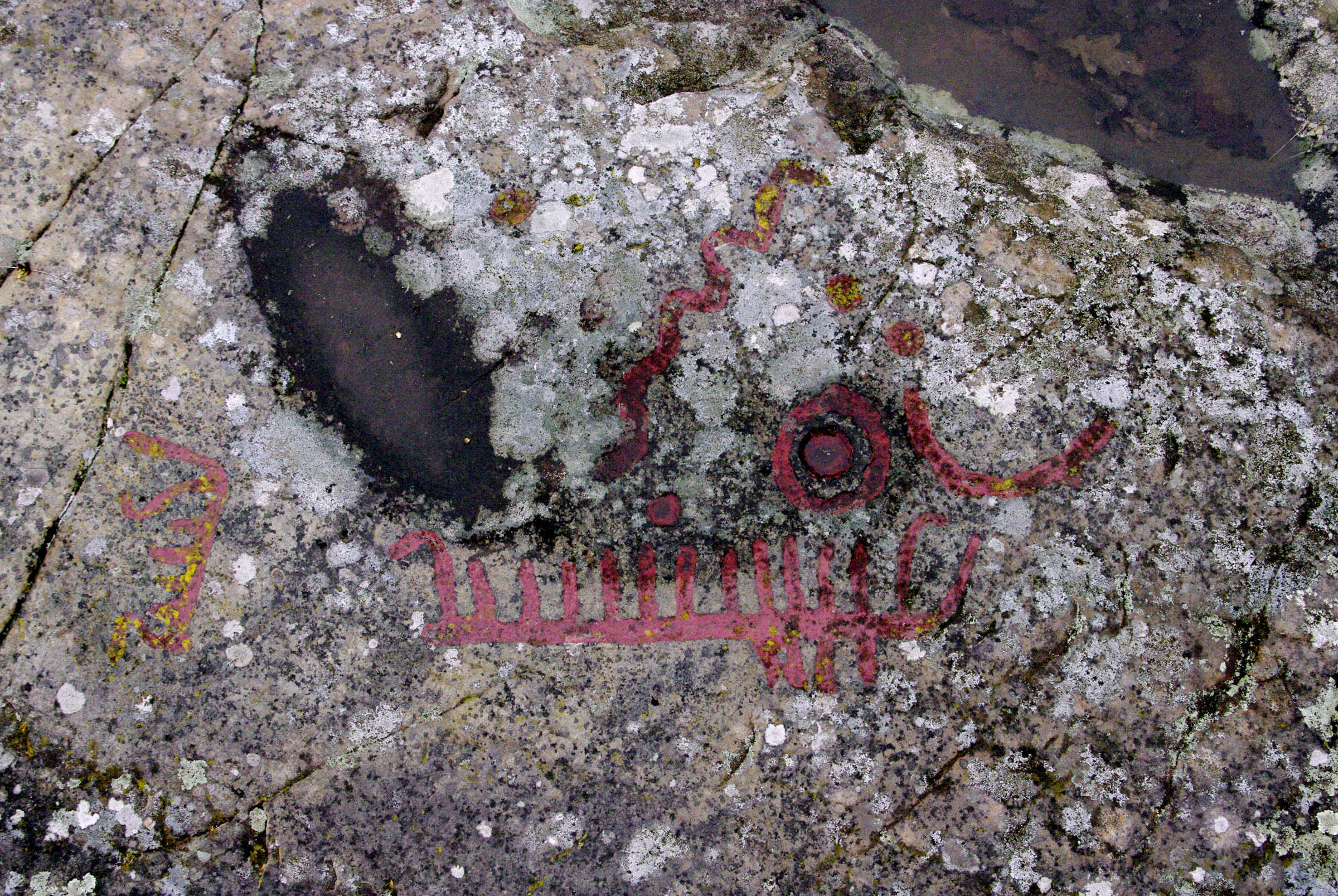
Skepp med manskapsstreck på båda sidor.
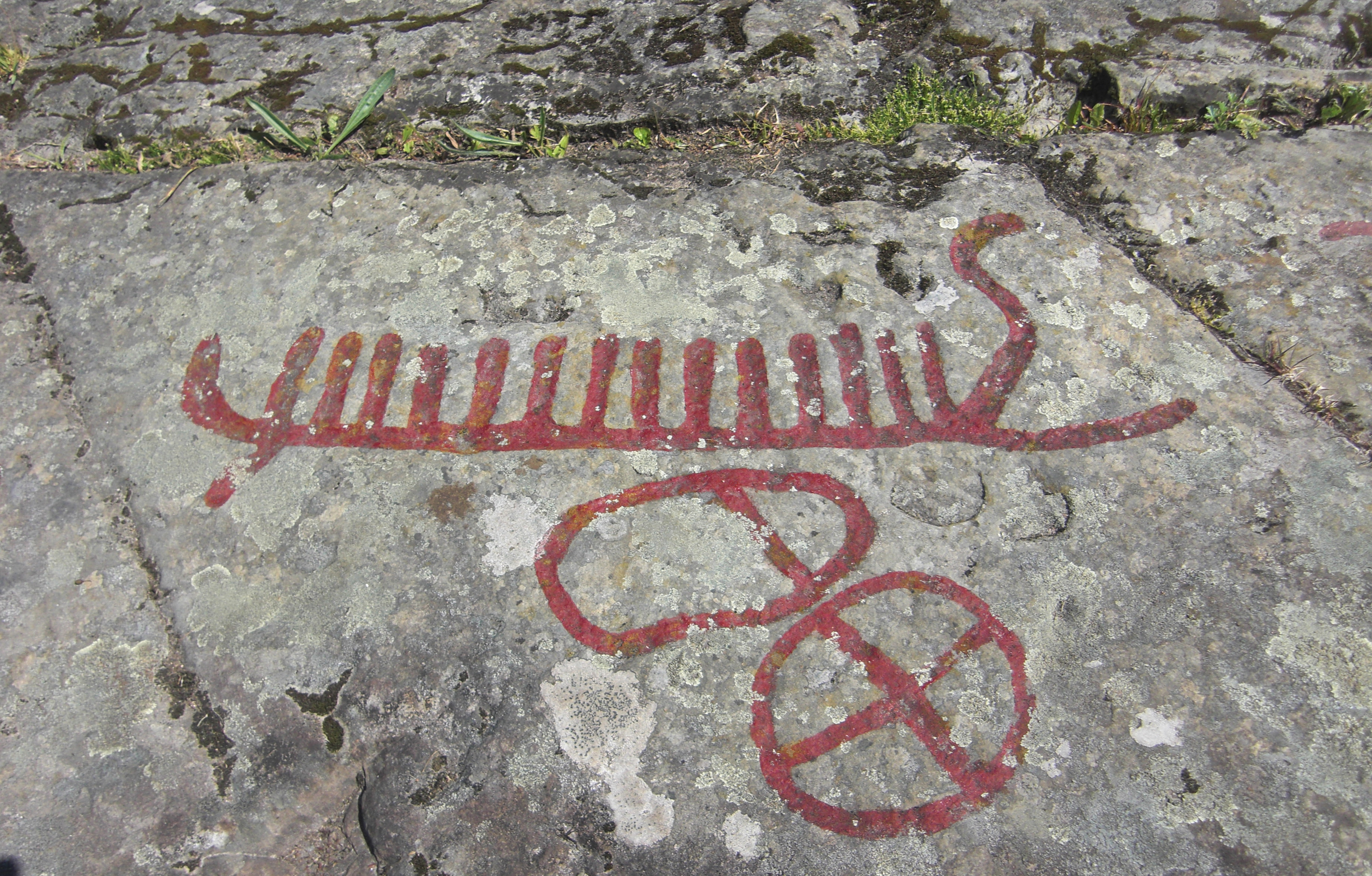
Skepp, fotsula och hjulkors.
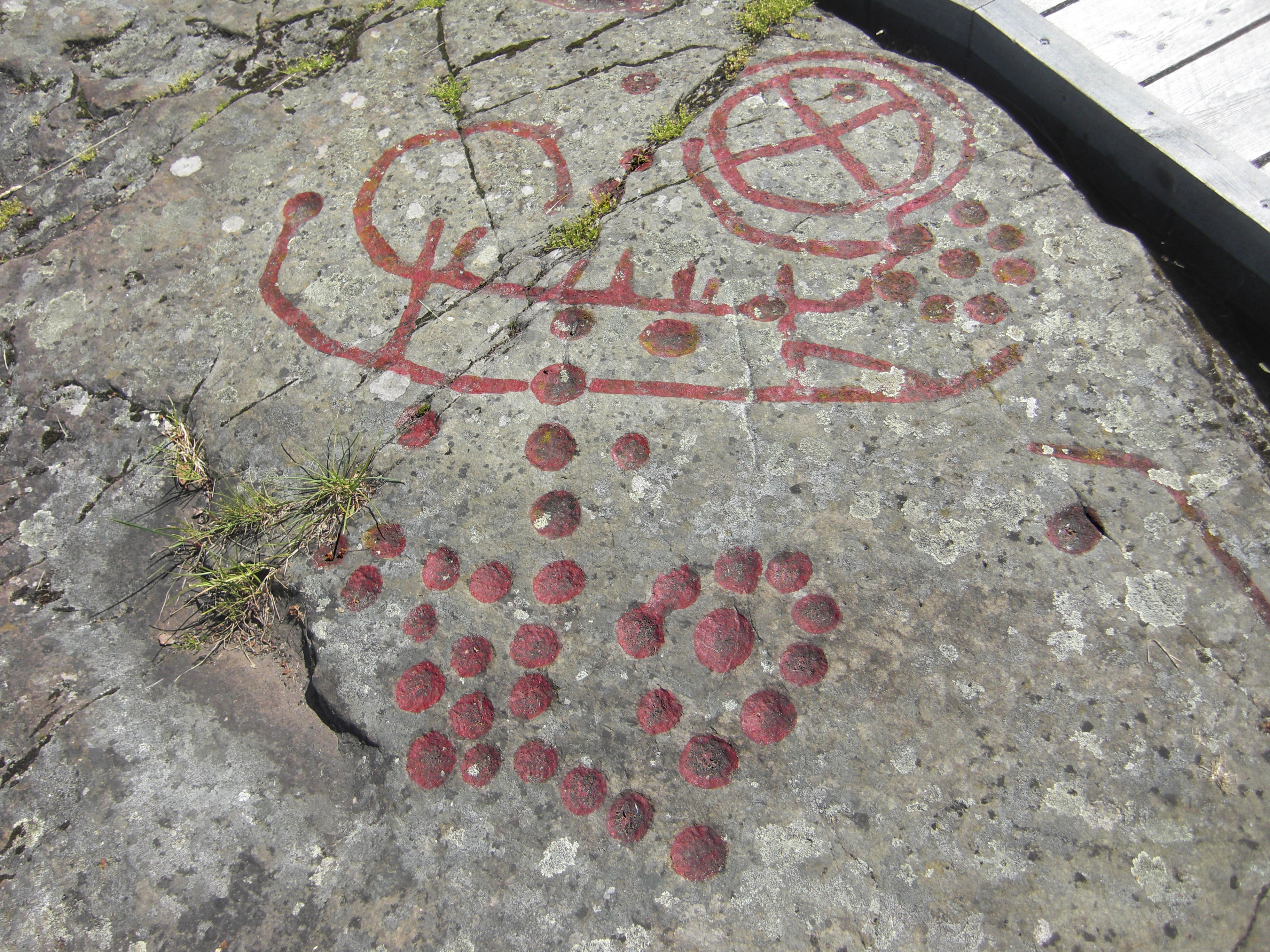
Skepp med hjulkors och grupper av skålgropar.
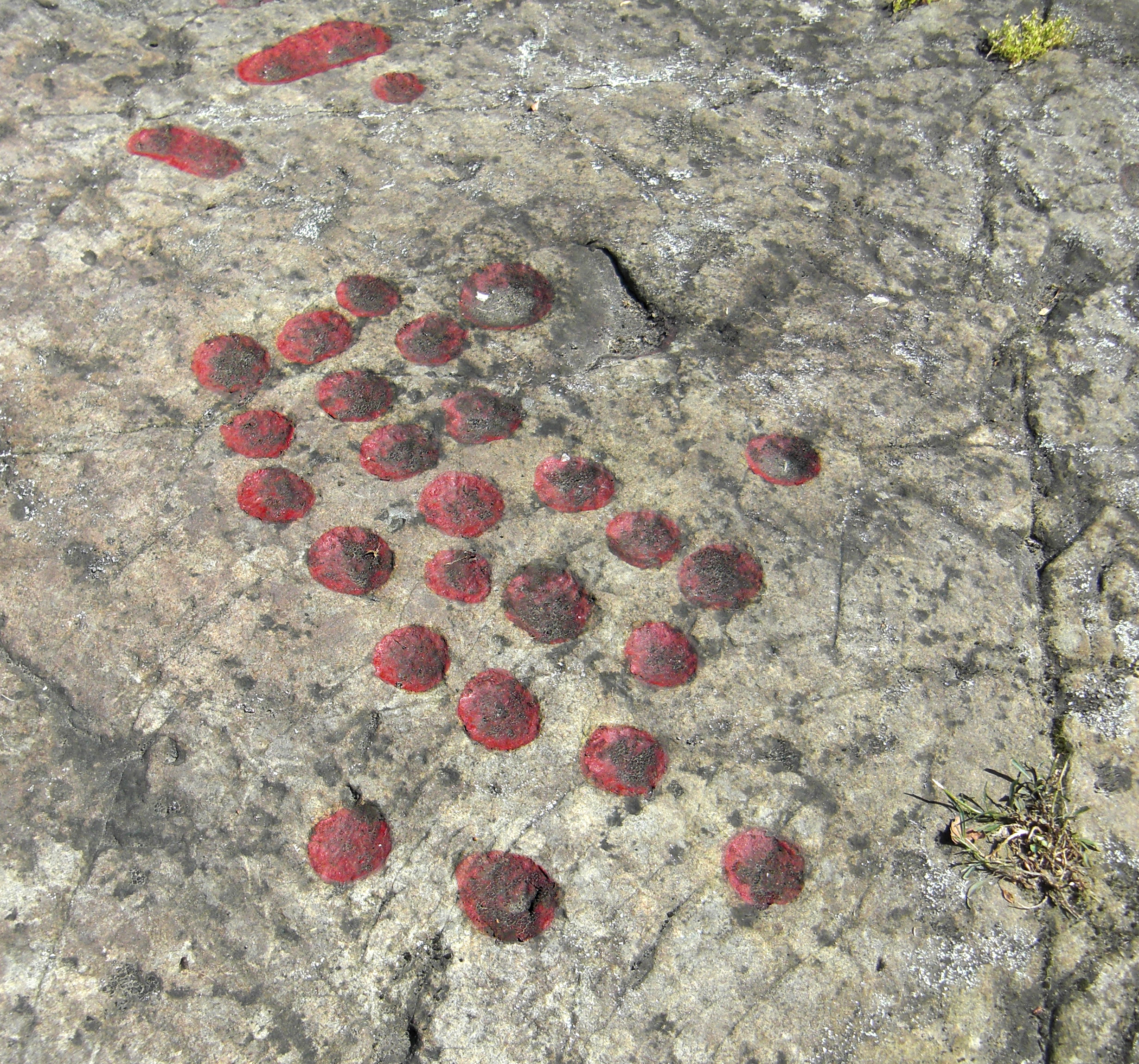
En grupp av skålgropar.
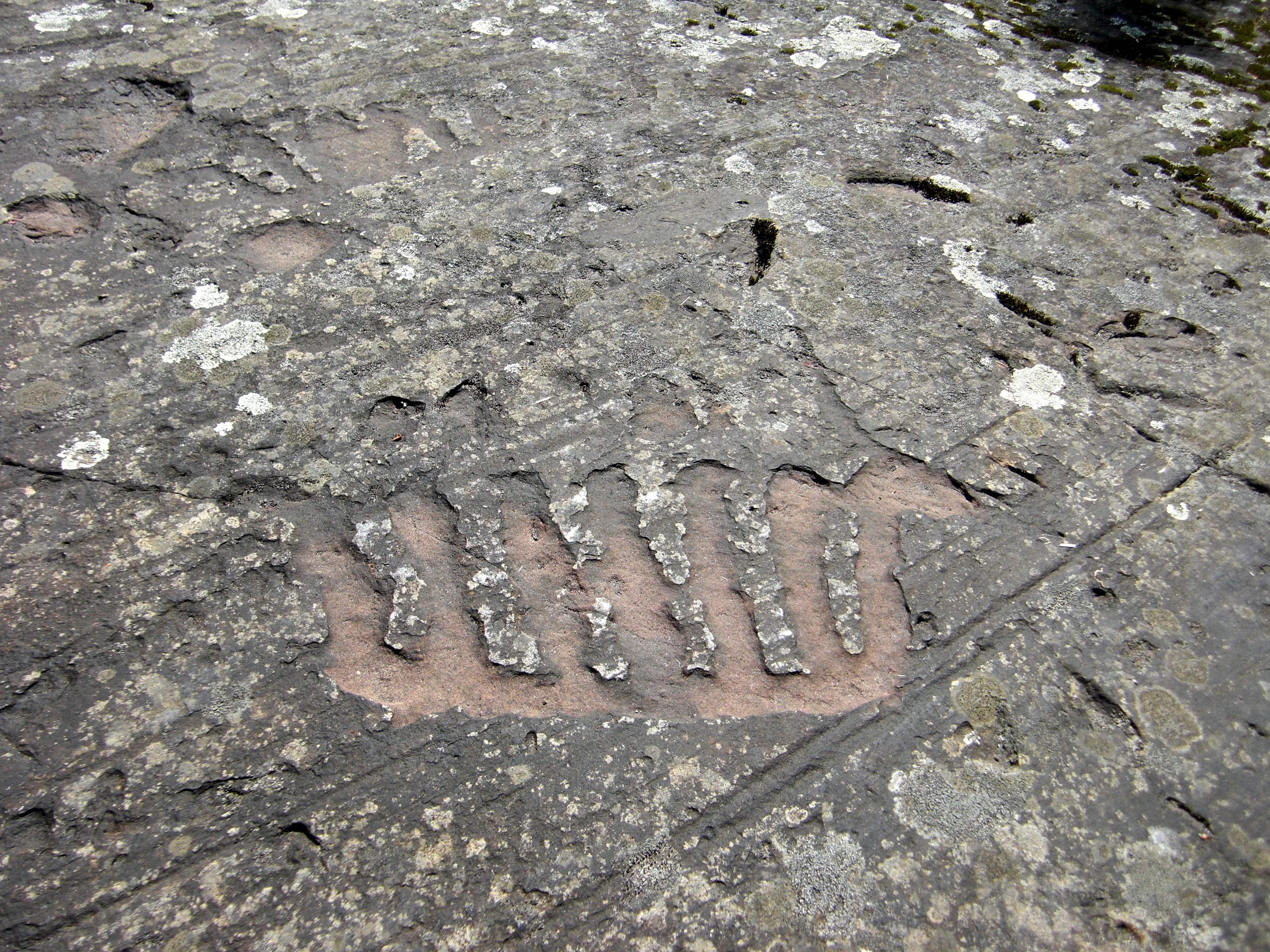
Ett mindre skepp.
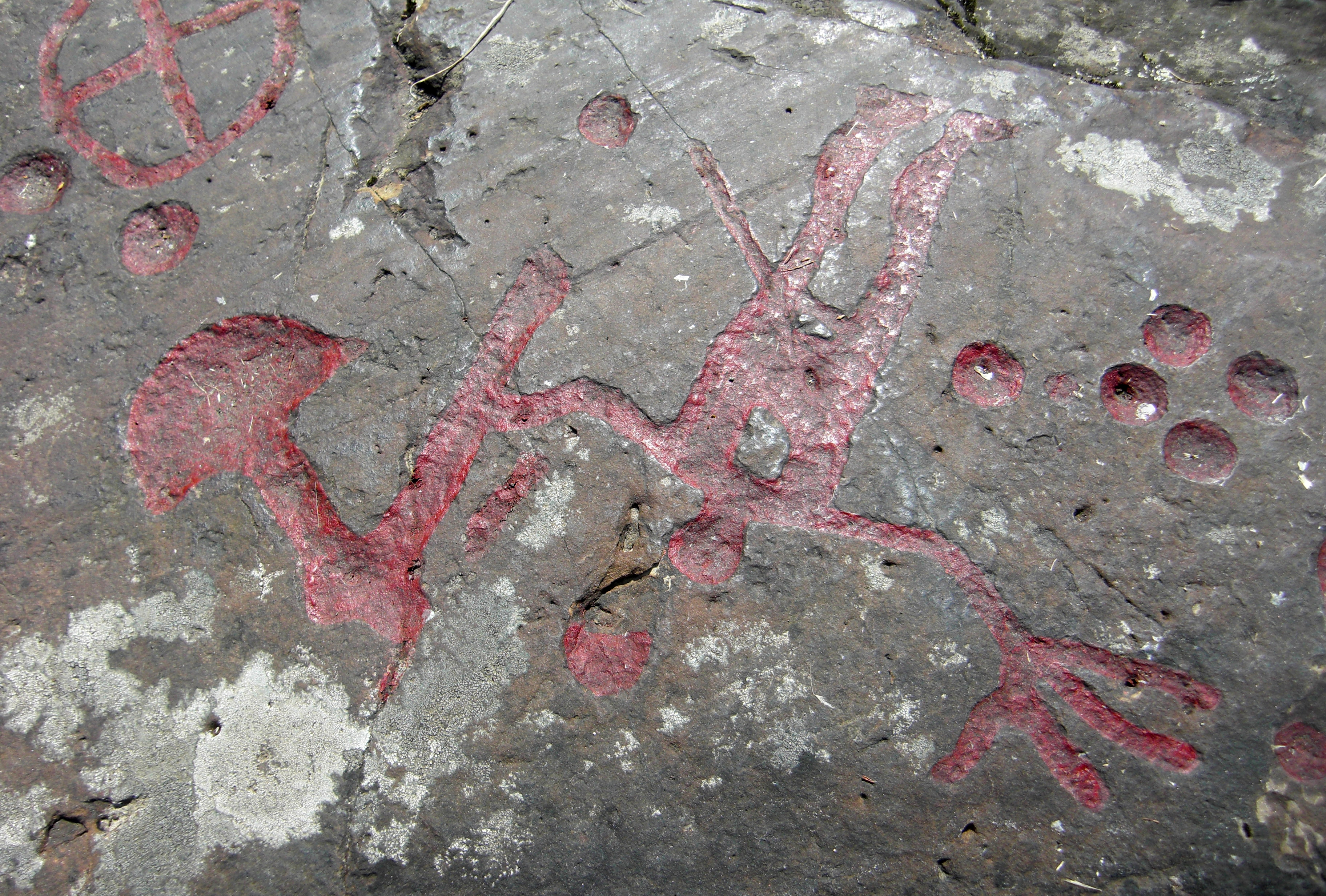
Yxguden i motljus.